# Mangala
Mangala (dewanagari मंगल, trl. mangala) – w astrologii wedyjskiej to nazwa planety Mars. Inne hinduskie nazwy tej planety to: 
- Angaraka (określa czerwony kolor tej planety),
- Bhauma lub inaczej
- Bhumiputra czyli syn Bhumi, Ziemi.

Mangala – jako bóstwo, jest bogiem sporu, zniszczenia i wojny. To sucha, ognista planeta, męska i niekorzystna w swej astrologicznej naturze. 
Mangala – pomyślność,powodzenie.Określenie często używane w świętych pieśniach, modlitwach i mantrach wedyjskich.